# 柏原兵太郎
柏原 兵太郎（かしわばら ひょうたろう、1896年3月18日 - 1952年12月8日）は、日本の鉄道官僚。

## 経歴
富山県出身。農業・柏原大次郎の長男として生れる。高等小学校中退、専検合格、第四高等学校を経て、1924年4月、東京帝国大学法学部を卒業した。
1923年12月、高等文官試験行政科試験に合格。翌年3月、鉄道省に入り、成東駅長、名古屋鉄道局運輸課貨物掛長などを経て、1933年9月から1935年7月まで在外研究員として欧米各国に出張した。大阪鉄道局運輸部貨物課長、鉄道省陸運監理官、鉄道調査部書記官、関東軍司令部事務嘱託（奉天在勤）、鉄道省運輸局配車課長、企画院第2部長、鉄道監、運輸通信省自動車局長などを歴任し、1944年9月、依願免官。
以後、大日本産業報国会理事長（1944年9月 - 1945年9月）、鉄道総局嘱託（1944年12月 - 1948年3月）を勤めた。公職追放となったが、1951年8月に解除された。

## 家族親族
- 義父 伊東政喜（陸軍中将）
- 三男 柏原兵三（作家、ドイツ文学者）
- 孫 柏原光太郎（文藝春秋社編集者、兵三の子）

## 著書
- 『時局と貨物輸送』鉄道時報局、1940年。
- 『統制経済下の貨物運送』交通研究所、1940年。
- 『生産決戦への活路』柏葉書院、1944年。